# 富士見野站
富士見野站（日语：／ Fujimino eki */?），是一個位於埼玉縣富士見市富士見野東一丁目，屬於東武鐵道東上本線的鐵路車站。車站編號為TJ 18。

## 車站結構
對向式月台2面4線的地面車站。

### 月台配置
| 月台 | 路線   | 方向 | 目的地                     |
| ---- | ------ | ---- | -------------------------- |
| 1・2 | 東上線 | 下行 | 川越、森林公園、小川町方向 |
| 3・4 | 東上線 | 上行 | 上板橋、大山、池袋方向     |

## 使用情況
2016年度1日平均上下車人次為66,149人。東上線車站次於池袋站、和光市站、朝霞台站、川越站、志木站、朝霞站排行第7位，不能轉乘的單獨站當中次於志木站、朝霞站排行第3位。
開業以後的1日平均上下車人次與上車人次的推移如下表。
| 年度               | 1日平均 上下車人次 | 1日平均 上車人次 | 來源     |
| ------------------ | ------------------ | ---------------- | -------- |
| 1994年（平成06年） | 26,794             | 12,290           |          |
| 1995年（平成07年） | 30,084             | 15,572           |          |
| 1996年（平成08年） | 35,663             | 18,658           |          |
| 1997年（平成09年） | 39,694             | 20,946           |          |
| 1998年（平成10年） | 42,675             | 22,778           |          |
| 1999年（平成11年） | 45,430             | 24,382           | [ * 1 ]  |
| 2000年（平成12年） | 48,115             | 25,738           | [ * 2 ]  |
| 2001年（平成13年） | 51,414             | 26,169           | [ * 3 ]  |
| 2002年（平成14年） | 52,502             | 26,742           | [ * 4 ]  |
| 2003年（平成15年） | 53,731             | 27,410           | [ * 5 ]  |
| 2004年（平成16年） | 54,312             | 27,698           | [ * 6 ]  |
| 2005年（平成17年） | 54,702             | 27,886           | [ * 7 ]  |
| 2006年（平成18年） | 56,631             | 28,847           | [ * 8 ]  |
| 2007年（平成19年） | 58,864             | 29,876           | [ * 9 ]  |
| 2008年（平成20年） | 60,177             | 30,421           | [ * 10 ] |
| 2009年（平成21年） | 60,862             | 30,717           | [ * 11 ] |
| 2010年（平成22年） | 61,542             | 31,035           | [ * 12 ] |
| 2011年（平成23年） | 61,649             | 30,846           | [ * 13 ] |
| 2012年（平成24年） | 63,292             | 31,674           | [ * 14 ] |
| 2013年（平成25年） | 65,225             | 32,656           | [ * 15 ] |
| 2014年（平成26年） | 64,904             | 32,509           | [ * 16 ] |
| 2015年（平成27年） | 65,874             | 33,009           | [ * 17 ] |
| 2016年（平成28年） | 66,149             |                  |          |

## 車站週邊
- 我是富士見野（法语：West Court）（高級公寓）
- 購物中心 soyoca富士見野（日语：ショッピングセンター ソヨカふじみ野） - 舊滯銷貨商場・RISM（日语：アウトレットモール・リズム）（日本首次的滯銷貨商場）
- 東入間警察署（日语：東入間警察署）
- Seiko Motor School（日语：セイコーモータースクール）
- 文京學院大學（日语：文京学院大学）富士見野校園

## 相鄰車站
東武鐵道
 東上本線
■快速急行
通過
■TJ Liner
池袋（TJ 01）－富士見野（TJ 18）－川越（TJ 21）
■快速、■急行
志木（TJ 14）－富士見野（TJ 18）－川越（TJ 21）
■準急、□普通
鶴瀨（TJ 17）－富士見野（TJ 18）－上福岡（TJ 19）

## 外部連結
- 富士見野（車站資訊） - 東武鐵道